# Street Fighter (jeu vidéo)
Pour les articles homonymes, voir Street Fighter.
Street Fighter (ストリートファイター, Sutorīto Faitā) est un jeu vidéo de combat en un contre un de Capcom sorti sur système d'arcade 68000 Based en 1987. Il sera porté en 1988 sur Amiga, Amstrad CPC, Atari ST, Commodore 64, MS-DOS, PC-Engine et sur ZX Spectrum. Street Fighter est publié sur PC-Engine au format CD-ROM² sous le titre de Fighting Street. Street Fighter est ensuite publié en 2006 via le volume 2 de la compilation Capcom Classics Collection sur PlayStation 2 et sur Xbox.

## Système de jeu

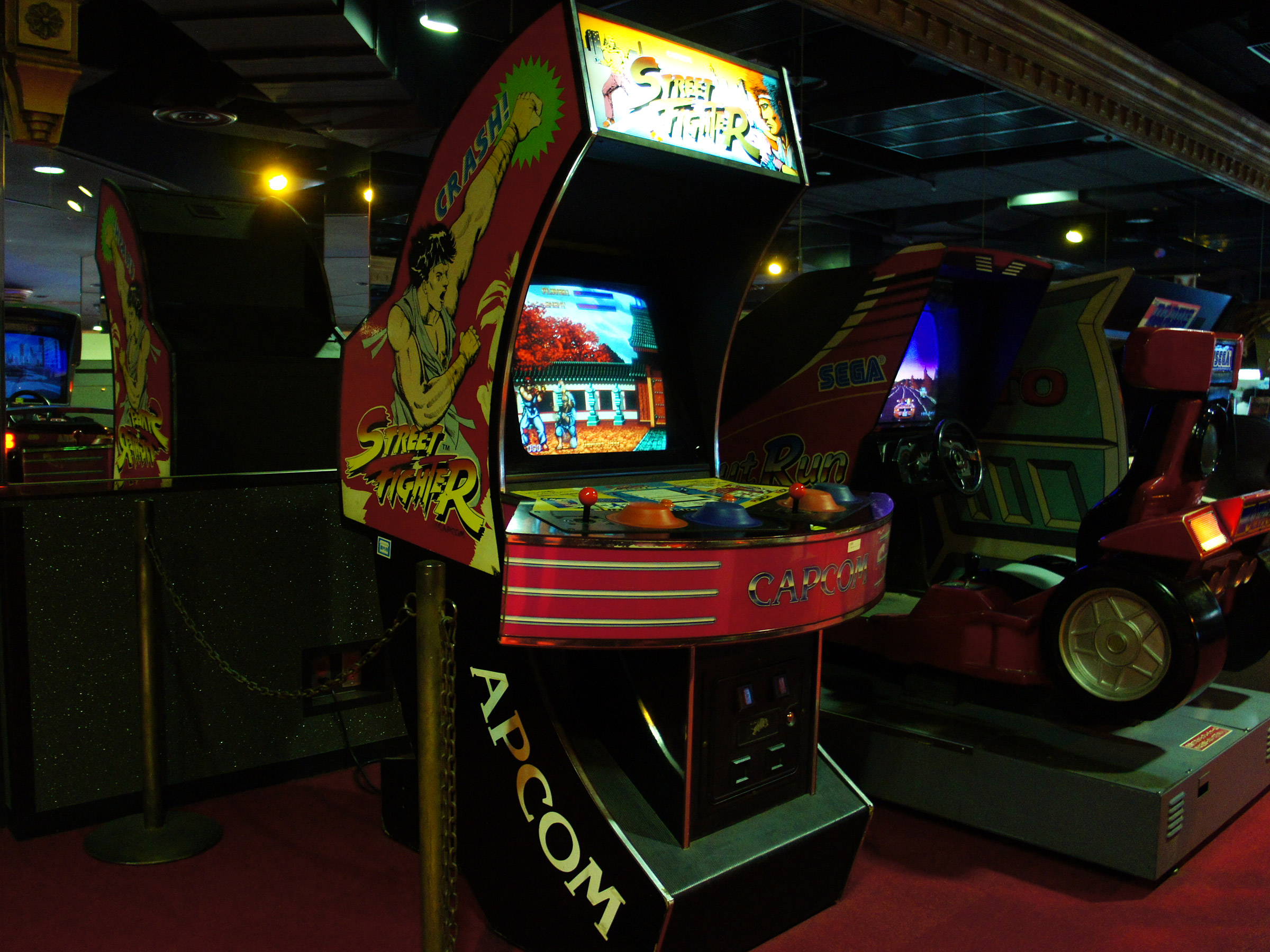
La borne d'arcade du jeu composée des deux boutons analogiques.

La première version du jeu avait pour originalité de proposer aux joueurs de diriger les personnages au moyen d'un joystick et de deux boutons analogiques (mechatronics) : la puissance des coups de poing ou de pied était proportionnelle à la pression exercée sur ces boutons, chaque coup pouvant être porté faiblement, normalement ou fortement. Les niveaux bonus n'imposaient par contre aucune limitation, les joueurs obtenaient un score plus élevé en appuyant le plus fortement possible sur les boutons.
Ce système fut vite abandonné en raison des abus et des mauvais traitements que les bornes d'arcade subirent, certains joueurs n'hésitant pas à monter sur les meubles pour taper du pied sur les boutons en vue d'obtenir un high score.
Le système classique à six boutons, chaque bouton correspondant à un coup de poing ou de pied de force différente, utilisé par la suite dans la plupart des jeux de combat Capcom, fut dès lors employé en remplacement des touches analogiques.
Street Fighter introduisit également les coups spéciaux qui devinrent l'une des marques de fabrique la série : la décharge de Ki (Hadôken), le Dragon Punch (Shôryuuken) et le Hurricane Kick (Tatsumaki Senpuu Kyaku), exécutables au moyen d'un mouvement rapide du joystick combiné à la pression d'une touche de coup.

## Personnages
Dans Street Fighter, la fonctionnalité du choix des personnages n'est pas encore proposée, le joueur 1 est aux commandes de Ryu et le joueur 2, de Ken. Les combats se déroulent dans cinq pays différents, deux combattants sont représentés pour chaque pays. Le Japon, les États-Unis, la Chine et l'Angleterre sont les quatre premiers pays proposés au joueur,. Le Japon est représenté par Retsu et Geki, les États-Unis par Joe et Mike, l'Angleterre par Birdie et Eagle et la Chine par Lee et Gen. Une fois les huit combattants vaincus, le joueur est dirigé en Thaïlande où il affronte l'avant dernier boss Adon et le boss final du jeu, Sagat.
| Sélectionnables | Sélectionnables | Japon | Japon | Chine | Chine | États-Unis | États-Unis | Angleterre | Angleterre | Thaïlande | Thaïlande |
| --------------- | --------------- | ----- | ----- | ----- | ----- | ---------- | ---------- | ---------- | ---------- | --------- | --------- |
| Ryu             | Ken             | Retsu | Geki  | Lee   | Gen   | Joe        | Mike       | Birdie     | Eagle      | Adon      | Sagat     |

Parmi tous ces personnages, trois combattants seront récupérés pour la suite Street Fighter II: The World Warrior : Ryu, Ken et Sagat. Deux autres personnages du premier volet seront repris en 1995 dans Street Fighter Alpha: Warriors' Dreams : Adon et Birdie . Gen fera son retour dans Street Fighter Alpha 2, Eagle apparaîtra dans le crossover Capcom vs. SNK 2: Mark of the Millennium 2001 puis dans les versions Game Boy Advance et PlayStation Portable de Street Fighter Alpha 3. Les cinq autres personnages ne réapparaîtront pas.
Mike est souvent considéré comme étant le personnage appelé Boxer (M. Bison au japon, Balrog dans le portage international). Capcom considère que les deux boxeurs sont des personnages différents, limitant ainsi la ressemblance avec Mike Tyson et réduisant ainsi le risque d'une attaque en justice de la part de l'intéressé pour plagiat.

## Portages
- 1988 - PC-Engine (CD-ROM²) sous le nom Fighting Street.
- 1988 - Amiga, Amstrad CPC, Atari ST, Commodore 64, MS-DOS, ZX Spectrum.
- 2006 - PlayStation Portable, PlayStation 2 et Xbox, dans les compilations Capcom Classics Collection Remixed et Capcom Classics Collection Volume 2.
- 2018 - Nintendo Switch, PlayStation 4 et Xbox One, dans la compilation Street Fighter 30th Anniversary Collection.

## Équipe de développement
- Directeur : Piston Takashi
- Planificateur : Finish Hiroshi
- Programmeur : Fz 2151
- Conception des personnages : Crusher Ighi, Dabada Atsushi, Bonsoir Yuko, Ocan Miyuki, Bravo Ovu, Innocent Saicho
- Son et musique : Yoshihiro Sakaguchi
- Planificateur hardware : Punch Kubozo
- Mechatronics : Strong Take, Radish Kamin